# Katelynne Cox
Katelynne Goldie Sue Cox (Camas, Washington, 28 de junio de 1994) es una cantante, modelo y presentadora de noticias estadounidense. Ha publicado dos EP titulados Unbelievable (2008) y Erase it (2004) y un álbum musical titulado One Girl (2011). En 2016, compitió en el certamen de belleza Miss District of Columbia y representó al estado de Misuri en el concurso Miss Earth United States 2016. 

## Biografía
Katelynne Cox nació el 28 de junio de 1994, hija de Cameron Cox y Wendy Strum. Se crio en Camas, Washington. Comenzó a concursar en certámenes de modelos a los siete años de edad, donde ganó numerosos reconocimientos estatales y nacionales. En 2009, ganó el certamen de Miss American Teen Jr en la competición nacional de Miss America Pageant unisex. En 2008, a la edad de catorce años, comenzó su carrera musical con su EP Unbelievable. En 2010 apareció en dos ediciones de la revista Supermodels Unlimited, en la segunda de ellas apareció en la portada. Cox explicó que esperaba que con la aparición en la revista, obtendría publicidad que le ayudaría en su carrera musical, la cual era su prioridad.
El proceso de grabación de su álbum, que se llamaría One Girl, se llevó a cabo en Nashville y tuvo una duración de dos años. A mitad de la grabación, Cox se convirtió al cristianismo. A pesar de que su enfoque musical cambio después de convertirse a la religión cristiana, optó por mantener las canciones pop que ya había grabado, debido a que sintió que esas canciones podían alcanzar una audiencia que no escucharía música cristiana. El disco se publicó en 2011 a través de la compañía Red Hammer Records. En 2014, Cox lanzó su segundo EP, Erase It, de manera independiente. De 2012 a 2014, trabajó como presentadora y productora de noticias en KOMU-TV.
En 2015, siendo graduada universitaria, la oficina de Sam Graves de la Cámara de Representantes de los Estados Unidos la contrató como corresponsal legislativa. También trabajó para Sports & Entertainment Network como presentadora y analista, y como asistente administrativa de la Cámara de Comercio de Estados Unidos, una empresa orientada a los negocios. En 2016, Cox compitió en Miss District of Columbia donde terminó en segundo lugar, donde fue seleccionada como representante para competir en el concurso Miss America. Compitió representando a Misuri en el concurso Miss Earth United States 2016.

## Educación
Cox atendió a la escuela secundaria La Salle, y a la edad de quince años le fue otorgada una beca completa para la Universidad Clark. Después fue a la Universidad de Misuri, donde estudió comunicación y ciencias políticas. Se graduó en 2014 con una licenciatura y máster en administración pública.

## Discografía
- Unbelievable – 2008
- One Girl – 2011
- Erase It – 2014